# Överhogdals församling
Överhogdals församling var en församling i Härnösands stift och i Härjedalens kommun i Jämtlands län. Församlingen uppgick 2006 i Ytterhogdal, Överhogdal och Ängersjö församling.
Församlingskyrkan var Överhogdals kyrka.

## Administrativ historik
Församlingen bildades 1466 genom utbrytning ur Svegs församling. Enligt beslut den 13 november 1863 överfördes Överhogdals församling från Uppsala stift till Härnösands stift.
Församlingen var till 1 maj 1814 annexförsamling i pastoratet Sveg, Lillhärdal, Överhogdal som från 1588 även omfattade Älvros församling och från 1798 Linsells församling, dock under tiden 8 april 1564 till 1570 var församlingen annexförsamling i pastoratet Ytterhogdal och Överhogdal.  Från 1 maj 1814 till 1925 annexförsamling i pastoratet Ytterhogdal och Överhogdal. 1925 utbröts Ängersjö församling och församlingen var därefter till 2006 annexförsamling i pastoratet Ytterhogdal, Överhogdal och Ängersjö. Församlingen uppgick 2006 i Ytterhogdal, Överhogdal och Ängersjö församling.